# Pietro Antonio Alciati
Pietro Antonio Alciati (Como, XVI secolo – Roma, ottobre 1584) è stato un pittore italiano.

## Biografia
Nato a Como, si trasferì a Roma e fu iscritto all’Accademia di San Luca. Abitava in via dei Cartari in una casa del beneficio di S. Maria in Vallicella. Con atto notarile del 13 febbraio 1562 nominò Federico Zuccari perito in una controversia economica con lo scultore Fiorenzo Gallo per una società. Il 7 marzo 1581 fu indicato quale procuratore dal pittore lombardo Marcello Venusti. Il 29 ottobre 1584 fu sepolto in S. Maria della Vallicella.

## Opere
Circa la sua attività sappiamo che dal 1560 al 1562 lavorò al servizio di Pio IV, ricevendo 685 scudi «per indorature delle stanze di papa Innocenzo e dipinture di una delle sei stanze del Boschetto». Nel 1564 fu chiamato a Cori per decorare la chiesa della Madonna del Soccorso, forse grazie alla mediazione del prelato corese Giovanni de Amatis, vescovo di Minori, ben introdotto alla corte di papa Pio IV. Il contratto, stipulato a Cori il 18 luglio 1564, prevedeva l’esecuzione di pitture murali in quattro dei cinque altari e un compenso di 40 scudi. È verosimile che Alciati, su richiesta degli amministratori della chiesa, modificasse in parte il progetto originario e aggiungesse altre opere a quelle preventivate, ricevendo un pagamento finale di 73 scudi. Alla sua morte, furono trovati nel suo laboratorio una Lucrezia dipinta a olio, dieci quadri non meglio identificati e vari gessi.